# Orphella helicospora
Orphella helicospora är en svampart som beskrevs av Santam. & Girbal 1998. Orphella helicospora ingår i släktet Orphella och familjen Legeriomycetaceae.   Inga underarter finns listade i Catalogue of Life.